# Chronique de Sampiro

La Chronique de Sampiro est un texte écrit en latin par l'évêque d'Astorga, Sampiro, au début du XIe siècle. Le texte couvre une période qui va de 866 jusqu'à 999, c'est-à-dire les dernières années du règne d'Alphonse III des Asturies et celles de ses successeurs jusqu'à Alphonse V.
C'est un texte qui a une grande importance du fait que la Chronique d'Albelda (ou Chronicon Albeldense) termine son récit en 883.

## Source de la traduction
- (es) Cet article est partiellement ou en totalité issu de l’article de Wikipédia en espagnol intitulé « Crónica de Sampiro » (voir la liste des auteurs).